# Econometrica
Econometrica es una revista científica especializada en el campo de la economía, en la que se incluyen fundamentalmente artículos de Econometría y Teoría económica. La revista la publica la Econometric Society, asociación de economistas fundada en Ohio (EE. UU.), por medio de Blackwell Publishing, y su editor actual es Guido W. Imbens.
Fue editada por primera vez en 1933. Está considerada la revista económica más importante del mundo, junto a American Economic Review. Entre 1988 y 1992 su editor fue el economista español Andreu Mas Colell.